# Manglietia
Manglietia là một chi thực vật thuộc họ Magnoliaceae.

## Các loài
- Manglietia aromatica, Dandy
- Manglietia crassifolia - Mỡ lông dày (Vườn quốc gia Hoàng Liên, thị xã Sa Pa, Lào Cai, Việt Nam)* Manglietia grandis, Hu & Cheng, Trung Quốc
- Manglietia megaphylla, Hu & Cheng, Trung Quốc
- Manglietia ovoidea, Hung T. Chang, Trung Quốc
- Manglietia sapaensis - Mỡ Sapa (Vườn quốc gia Hoàng Liên, thị xã Sa Pa, Lào Cai, Việt Nam)
- Manglietia sinica, (Law) B.L.Chen & Noot.